# Acacia subtilis
Acacia subtilis é uma espécie de leguminosa do gênero Acacia, pertencente à família Fabaceae.